# Myographe

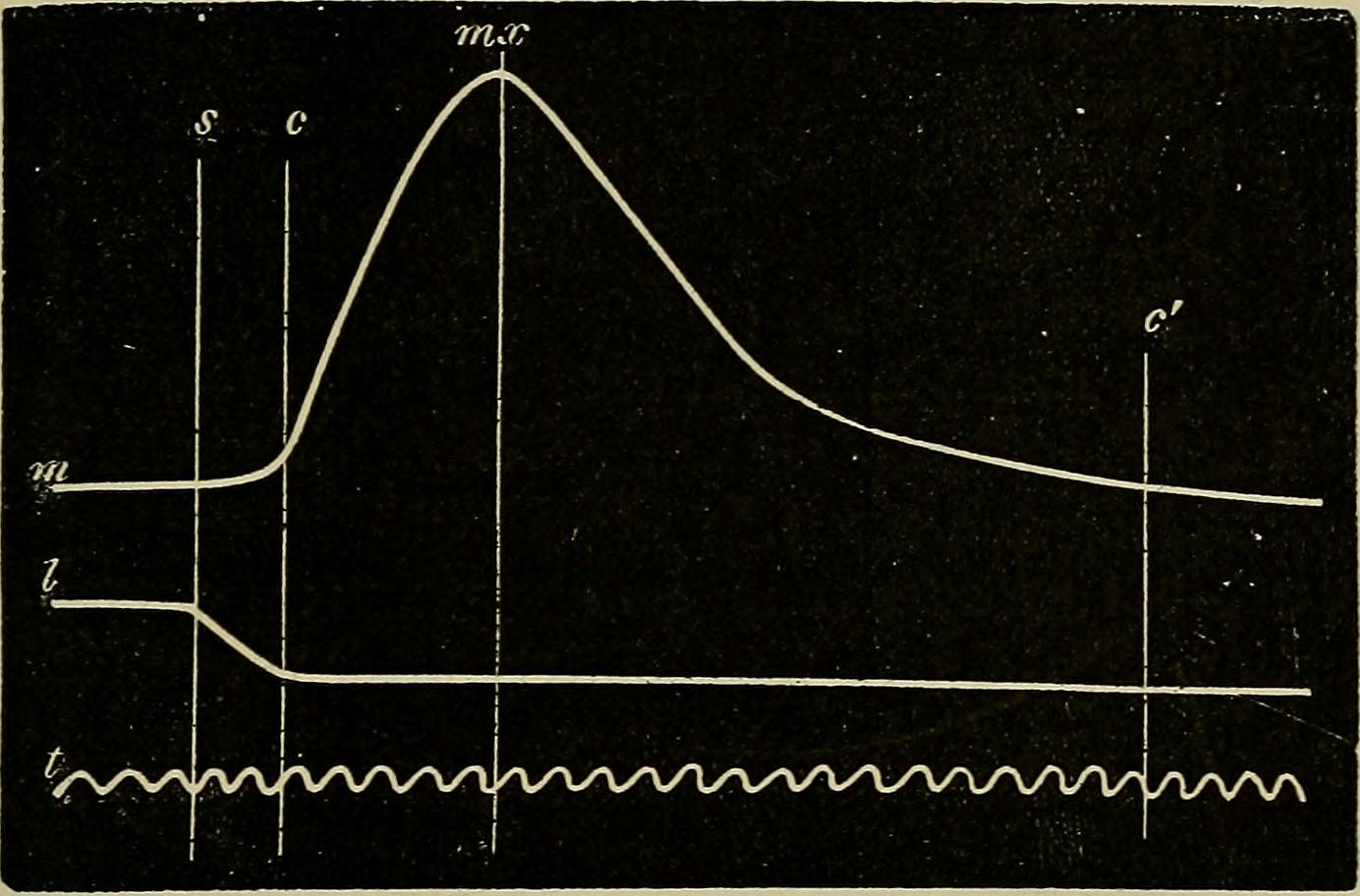
Image de mesure d'un myographe

Un myographe est instrument de mesure médical utilisé pour enregistrer les contractions musculaires. Il permet de caractériser, en fonction du temps (millisecondes ou secondes), la force développée (en newtons) par une fibre musculaire, un groupe de fibres musculaires, ou un muscle entier. Le graphique obtenu s'appelle le tracé myographique ou myogramme.